# (14468) Ottostern
(14468) Ottostern ist ein Asteroid des Hauptgürtels, der am 19. Juli 1993 von dem belgischen Astronomen Eric Walter Elst am La-Silla-Observatorium (IAU-Code 809) der Europäischen Südsternwarte in Chile entdeckt wurde.
Der Himmelskörper wurde am 22. Juli 2013 nach dem deutschen Physiker und Nobelpreisträger Otto Stern (1888–1969) benannt, der 1933 wegen seiner jüdischen Herkunft in die USA auswanderte und bis zur Emeritierung 1945 Forschungsprofessor der Physik am Carnegie Institute of Technology in Pittsburghwar. Er erhielt 1943 als „Anerkennung seines Beitrags zur Entwicklung der Molekularstrahl-Methode und für seine Entdeckung des magnetischen Moments des Protons“ den Nobelpreis für Physik.
Der Himmelskörper gehört zur Nysa-Gruppe, einer nach (44) Nysa benannten Gruppe von Asteroiden (auch Hertha-Familie genannt, nach (135) Hertha).